# Бригаус
Бригаус (на английски: Brighouse) е град в община Колдърдейл, област Западен Йоркшър – Англия. Той е част от метрополиса наричан също Западен Йоркшър. Населението на града към 2001 година е 32 360 жители.

## География
Бригаус е разположен в източната част на общината по поречието на река Колдър, която го разделя от съседното селище Растрик с което формират обща градска територия. Градът е част от една от най-интензивно урбанизираните територии в Обединеното кралство, заемаща четвърто място с население от 1 499 465 жители. Общинският център Халифакс, който не е включен в метрополиса, отстои на около 6 километра в северозападна посока.
В непосредствена близост, южно от града, преминава Магистрала М62 по направлението изток-запад (Хъл-Лийдс-Манчестър-Ливърпул).

## Демография
Изменение на населението на града за период от две десетилетия 1981 – 2001 година:
| година    | 1981   | 1991   | 2001   |
| --------- | ------ | ------ | ------ |
| население | 32 597 | 32 198 | 32 360 |